# Geelmaskerhoningeter
De geelmaskerhoningeter (Caligavis chrysops; synoniem: Lichenostomus chrysops) is een zangvogel uit de familie Meliphagidae (honingeters).

## Verspreiding en leefgebied
Deze soort is endemisch in Australië en telt drie ondersoorten:
- C. c. barroni: noordoostelijk Australië.
- C. c. chrysops: oostelijk en zuidoostelijk  Australië.
- C. c. samueli: zuidoostelijk Zuid-Australië.

## Status
De grootte van de populatie is in 2008 geschat op minimaal 100.000 volwassen vogels. Op de Rode lijst van de IUCN heeft deze soort de status niet bedreigd.